# Андерсен, Стиго
Стиго Андерсен по прозвищу Хвиде (дат. Stig Andersen Hvide), также Марск Стиг (Marsk Stig; ?— декабрь 1293 года) — датский вельможа и маршал; участник антикоролевского заговора и убийца датского короля Эрика Клиппинга. Герой датских романтических баллад и сказаний.
Распространённой версией происшедшего является следующая: желая отомстить королю за то, что тот соблазнил, в его отсутствие, жену, он взялся привести в исполнение заговор, составленный против Эрика в 1286 году многими дворянами. Переодетый в монашеское платье, он подстерёг Эриха в Финдерупе, близ Виборга и 22 ноября 1286 года умертвил его, нанеся ему 56 ран.
На Троицу 1287 года девять вельмож, в числе которых были Якоб, граф Северо-Халландский, и Марск Стиг, на заседании данехофа в Нюборге были признаны виновными в убийстве и изгнаны из страны. Вероятно, Марск Стиг и другие изгнанники перешли на сторону норвежского короля Эйрика II Магнуссона, чтобы установить контроль над судоходством через Каттегат. Марск Стиг построил на острове Ельм около 1290 года укрепления из дерева и земли.